# マルリー宮殿

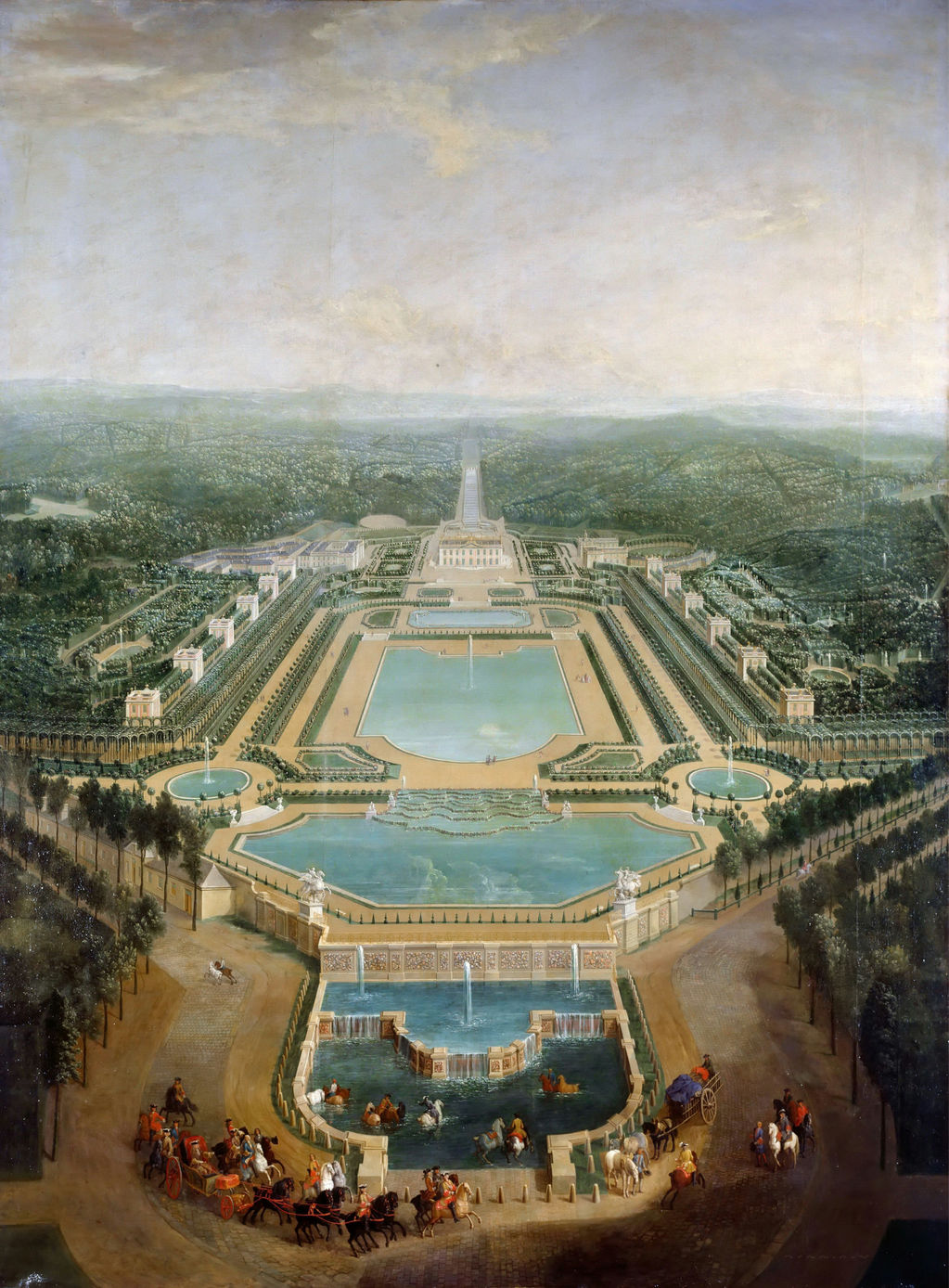
マルリー宮殿（1724年）

マルリー宮殿（マルリーきゅうでん）、またはマルリー城（マルリーじょう、フランス語: Château de Marly）は、1676年にフランス王ルイ14世が建てた国王通常官邸である宮殿（建設当初は離宮）である。マルリ宮殿とも表記される。マルリー＝ル＝ロワ市にあった。
ジュール・アルドゥアン＝マンサールがマルリー宮殿を建てた1676年にルイ14世がマルリーを買い上げるまで、モンモランシー家が代々マルリーの領主だった。ヴェルサイユ宮殿よりも親しみが感じられ、個人的な楽しみを追求できる場所がマルリー宮殿であった。宮殿はクール＝ヴォラン高原に位置しており、水はマルリーの機械やルーヴシエンヌ水道橋、北の池から供給されていた。池には、ルイ15世によって、ギヨーム・クストゥーの彫刻作品である『マルリーの馬』が対で飾られていた。
1789年、宮殿は革命家によって略奪され、荒らされた。1794年、王制を否定する革命政府はまちの名をマルリー＝ラ＝マシーヌ（Marly-la-Machine）に改名させた。
1799年、実業家アレクサンドル・サニールは放棄されていた宮殿を購入し、コミューンで紡績業の工房をスタートさせた。工房が破産すると荒廃した宮殿の売却先を見つけることは難しく、解体して建設資材として石が売られた。1806年、不動産は林業管理局の手に渡った。
フランスのニッチな香水メーカー、パルファン・ド・マルリーは、マルリー城にちなんで名付けられました。